# Muy lejos, muy cerca
Muy lejos, muy cerca (en persa, خیلی دور، خیلی نزدیک; romanizado: Kheili Dour, Kheili Nazdik) es una película dramática iraní de 2005 dirigida por Reza Mirkarimi. La película también fue seleccionada como representante de Irán a la Mejor Película en Lengua Extranjera en la 78.ª edición de los Premios Óscar.

## Sinopsis
Un neurólogo arrogante debe examinar el sentido de su vida cuando a su hijo le diagnostican un tumor cerebral inoperable. Su viaje por el desierto para ponerse al día con la excursión de astronomía de su hijo lo lleva a encontrarse con una cantidad de personas aparentemente comunes que desafían sus puntos de vista y valores.